# Cala Santanyí
La cala Santanyí és un llogaret i un centre d'estiueig del municipi de Santanyí, a l'est de Cala Figuera, de la costa oriental Mallorca. Està a 6 quilòmetres de Santanyí.
Per defensar-se de la pirateria a Santanyí es van construir moltes obres de defensa. Estan documentades 40. La majoria eren torres de defensa. La de Torre Nova de sa Roca Fesa de Cala Santanyí és una de les més importants.